# Эль-Кантави

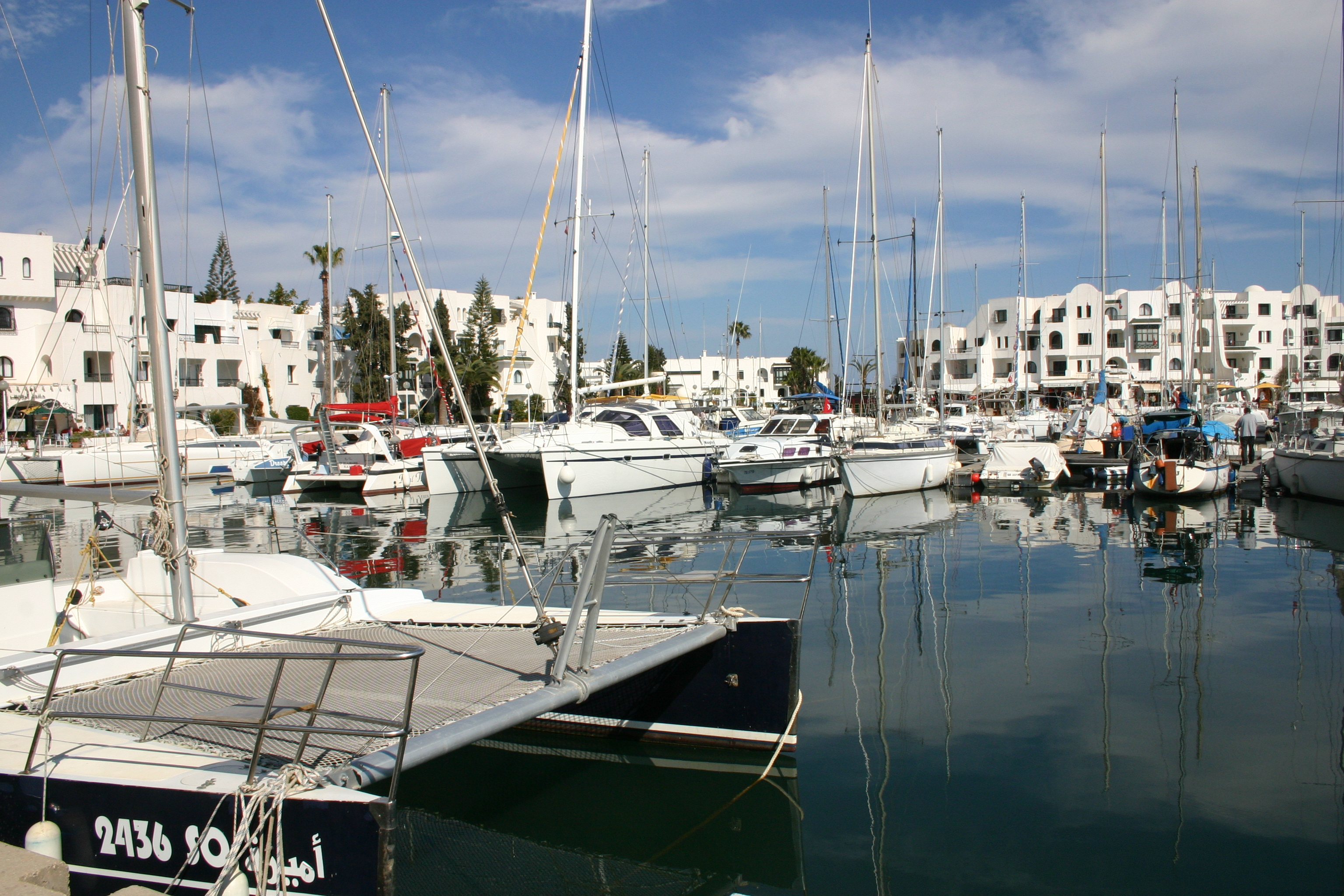
Вид порта

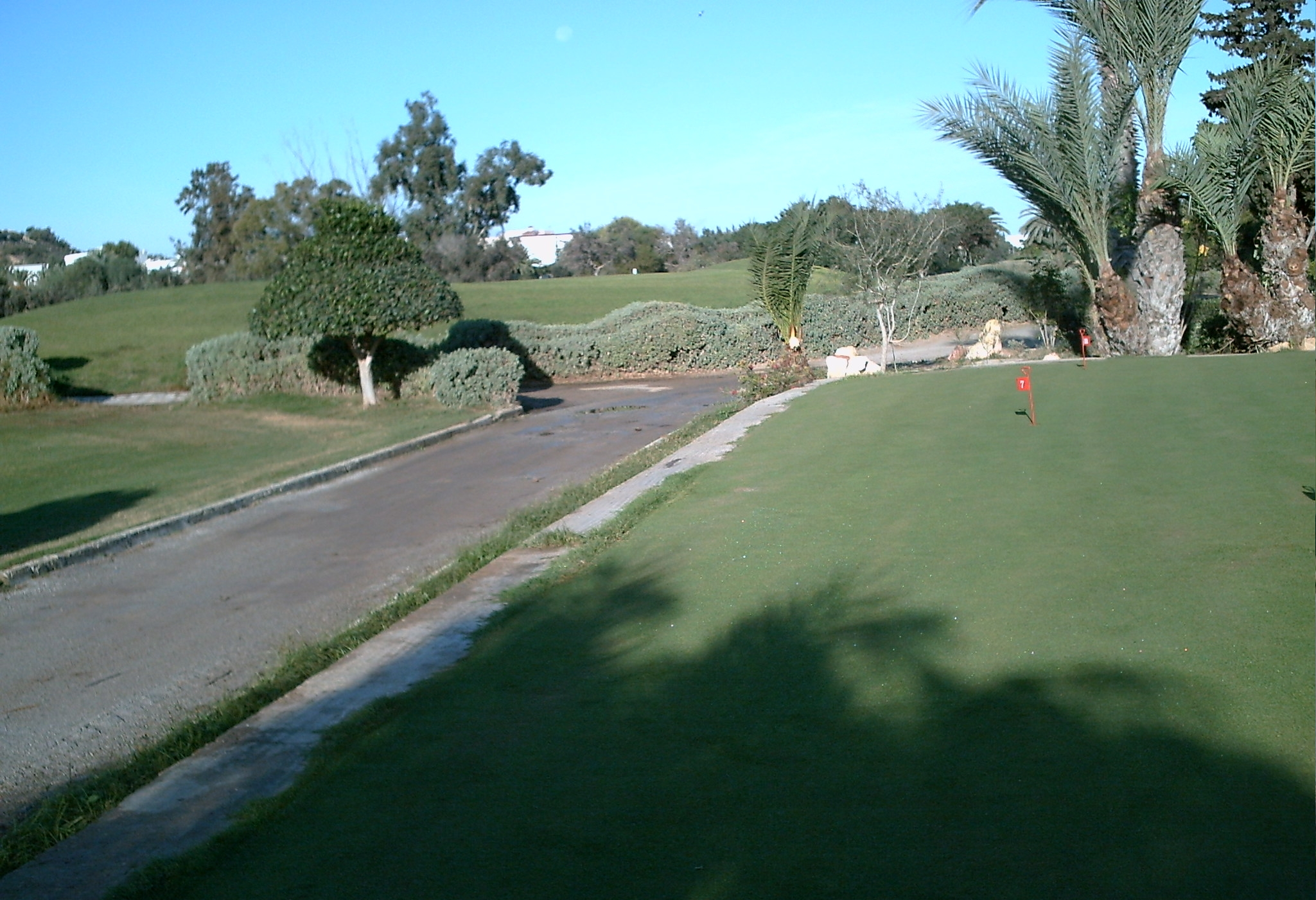
Гольф-клуб

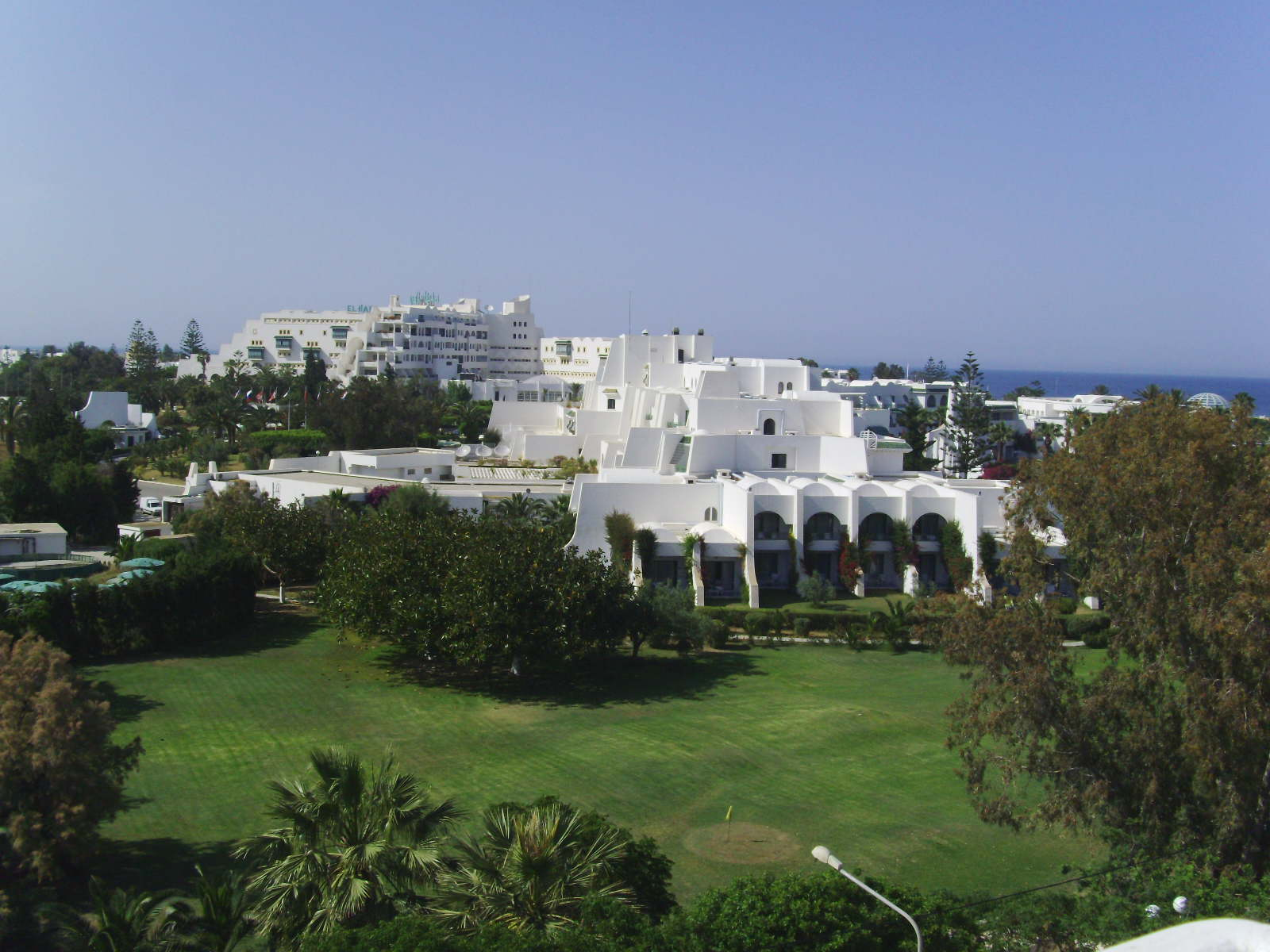
Застройка в зоне отелей

Эль-Кантави (фр. Port El Kantaoui) — марина и один из важнейших морских курортов в Тунисе, расположен в 10 км севернее города Сус, вокруг большой искусственной гавани. Основан в 1979 году по инициативе президента Хабиба Бургиба́, который стремился к развитию туризма в регионе Сахе́ль. Занимает территорию свыше 300 гектаров.
В Эль-Кантауи находится яхтенный порт, в нём можно заказать экскурсию на «пиратском» корабле. В порту много сувенирных магазинчиков, мини-зоопарк, поющие фонтаны, парк аттракционов, имеется поле для игры в гольф.
Этнический состав гостей порта чрезвычайно разнообразен: арабы, тунисцы, пакистанцы прогуливаются там по вечерам вместе с немцами, французами, британцами и т. д.

## Экологические проблемы и критика
Успех курорта вызвал проблемы с окружающей средой. Строительство инфраструктуры слишком близко к береговой линии ускорило процесс разрушения дюн. Массовый туризм увеличил нагрузку на водные источники и вызвал образование большого количества твёрдых и жидких отходов. Большая концентрация отелей и туристических заведений вызывает отвердение пляжей и некоторые изменения ландшафта. И, наконец, туризм спровоцировал земельные спекуляции, что нанесло ущерб сельскому хозяйству.
Избыточная ландшафтная архитектура также вызывает критику. Так, Rough Guide описывает курорт как «Тунис без слёз… искусственный, бездушный и даже анемичный».